# Вадо Лигуре
Вадо Лигуре (итал. Vado Ligure) је насеље у Италији у округу Савона, региону Лигурија.
Према процени из 2011. у насељу је живело 7991 становника. Насеље се налази на надморској висини од 11 м.

## Становништво
| 1931. | 1936. | 1951. | 1961.  | 1971.  | 1981. | 1991. | 2001. | 2011. |
| ----- | ----- | ----- | ------ | ------ | ----- | ----- | ----- | ----- |
| 7.521 | 8.155 | 9.048 | 10.156 | 10.198 | 8.815 | 8.087 | 7.991 | 8.232 |